# Gunung Tijibatee
Gunung Tijibatee är ett berg i Indonesien.   Det ligger i provinsen Aceh, i den västra delen av landet, 1 700 km nordväst om huvudstaden Jakarta. Toppen på Gunung Tijibatee är 330 meter över havet, eller 54 meter över den omgivande terrängen. Bredden vid basen är 0,46 km.
Terrängen runt Gunung Tijibatee är huvudsakligen kuperad, men åt nordväst är den platt. Runt Gunung Tijibatee är det ganska tätbefolkat, med 116 invånare per kvadratkilometer. I omgivningarna runt Gunung Tijibatee växer i huvudsak städsegrön lövskog.